# Дометій Фізьо
Дометій Фізьо (також Дометіян, хресне ім'я Данило; 14 січня 1785, Нижанковичі — 2 березня 1863, Підгірці) — український церковний діяч, священик-василіянин, протоігумен провінції Найсвятішого Спасителя (1842–1846).

## Життєпис
Данило Фізьо народився 14 січня 1785 року в Нижанковичах. У 1804 році вступив до Василіянського Чину. На облечинах отримав ім'я Дометій. Після новіціяту був учителем у Головній школі з німецькою мовою викладання при монастирі василіян у Бучачі. 10 жовтня 1808 року склав вічні обіти. На початку 1810-х років вивчав богослов'я у Львові і знову повернувся до викладання в Бучачі. Упродовж 1831–1835 років перебував у Гошівському монастирі. 9 листопада 1834 року отримав священичі свячення. У 1835–1842 роках — ігумен Підгорецького монастиря.
На капітулі 1842 року обраний на посаду протоігумена провінції Найсвятішого Спасителя на найближчі чотири роки. Після завершення каденції у 1846 році обраний консультором (радником), потім ще раз у 1850 році (до 1854). У 1846–1855 роках — ігумен Золочівського монастиря. Від 1855 року — сповідник у Підгірцях.
Помер 2 березня 1863 року в Підгірцях.